# Castillo de Carcabuey
El castillo de Carcabuey, también conocido como castillo de Fuente Úbeda, es una fortaleza ubicada en el municipio español de Carcabuey, en la provincia de Córdoba, que también alberga en su interior la ermita de la Virgen del Castillo.

## Historia
Las primeras noticias sobre el castillo medieval de Carcabuey datan del siglo IX, construido sobre un recinto romano, cuando es destruido en el 892 por las tropas del emir Abd Allah después de la rendición de los rebeldes muladíes de Ben Mastana, posible constructor del castillo. También formó parte de la rebelión de Omar ibn Hafsún. Desde esa fecha hasta su abandono a finales del siglo XVIII ha sido objeto de diversas reformas, aunque su estructura es su mayoría de entre los siglos XIII-XIV.
Fernando III conquista Carcabuey en el 1225 y lo reedifica siguiendo los modelos del castillo de Iznájar o el de Fuengirola, pasando más tarde a manos de la Orden de Calatrava para su protección. A finales del siglo XIII, el infante Don Sancho se rebela contra su padre, el rey Alfonso X el Sabio, y pretende arrebatarle el trono. La mayoría de señores de la comarca son favorables al infante, excepto el alcalde de Carcabuey, Nuño Tello. Las tropas de Don Sancho intentan apoderarse del castillo ideando una estrategia en la que la hija del alcalde sale de la fortaleza para buscar a su pretendiente, con la idea de que su padre saliera del castillo. Nuño Tello, por fidelidad al rey, renuncia a su hija y no abre las puertas del castillo. Pasado un tiempo, el infante Don Sancho se convierte en el rey Sancho IV y pide a Tello que se presente en la corte de Sevilla. Este se niega y se ahorca en las vigas del castillo, dejando un escrito: "Como con el espíritu no podría serle leal, le envío mi humanidad, única parte de mí que nunca supo rebelarse".
Sin embargo, en el 1339 el castillo pasa de nuevo a manos musulmanas tras la conquista del rey nazarí Yusuf I. Alfonso XI la volvería a recuperar para los cristianos en el 1341 de forma definitiva. Durante el reinado de Juan I, en el 1385 Carcabuey se convierte en una villa señorial bajo el dominio de Ruy Díaz de Berrio. Las dificultades para el mantenimiento de la villa hacen que, en 1465, se venda a Alonso Fernández de Córdoba.

### Ermita de la Virgen del Castillo
Aunque es probable que existiera una ermita previa desde la Reconquista, la actual ermita fue levantada en honor a la patrona de Carcabuey, la Virgen del Castillo. Fue construida a finales del siglo XVIII. En la portada destaca un arco de medio punto, la edificación presenta planta cruciforme y en su interior destaca una cúpula gallonada. El retablo fue realizado en 1770, así como un camarín de planta polilobulada en el que luce la imagen de la Virgen. El sagrario es de madera y está dorado en su interior. También se conserva una reliquia de Santa María Egipciaca.
A causa de los daños sufridos por el terremoto del 19 de mayo de 1951, con epicentro en Alcaudete (Jaén), la ermita fue reconstruida en 1952 por el propio pueblo de Carcabuey.

## Restauración
En noviembre de 2020 se anunció un proyecto de restauración del castillo de Carcabuey, que incluirá la consolidación de los muros, la eliminación de la valla que separa el acceso al patio de armas para evitar la división del espacio fortificado, la instalación de paneles informativos sobre la historia de la fortaleza, así como pasamanos y otras acciones para hacer más accesible el monumento.

## Características
De aspecto roquero, se conserva un recinto de sillarejo y tapial de planta triangular y adaptado a la topografía de la colina, flanqueado por cinco torres, tres curvas y dos rectangulares, con un gran patio de armas en el interior. El acceso al recinto, que da al sector oriental, se hace por un camino empinado en el que se encuentra un aljibe romano, excavado en la roca, y en el patio la ermita de la Virgen del Castillo, patrona de Carcabuey, y una serie de restos de estructuras de planta cuadrada. Conserva restos de la época prehistórica y de diferentes fortificaciones posteriores.